# Aoraki crypta
Espèce
Synonymes
- Rakaia crypta Forster, 1948

Aoraki crypta est une espèce d'opilions cyphophthalmes de la famille des Pettalidae.

## Distribution
Cette espèce est endémique de Nouvelle-Zélande. Elle se rencontre sur le mont Te Aroha.

## Description
Le mâle holotype mesure 2,54 mm et la femelle paratype 2,83 mm.

## Systématique et taxinomie
Cette espèce a été décrite sous le protonyme Rakaia crypta par Forster en 1948. Elle est placée dans le genre Aoraki par Boyer et Giribet en 2007.

## Publication originale
- Forster, 1948 : « The sub-order Cyphophthalmi Simon in New Zealand. » Dominion Museum Records in Entomology, vol. 1, no 7, p. 79–119.